# افعلها بنفسك

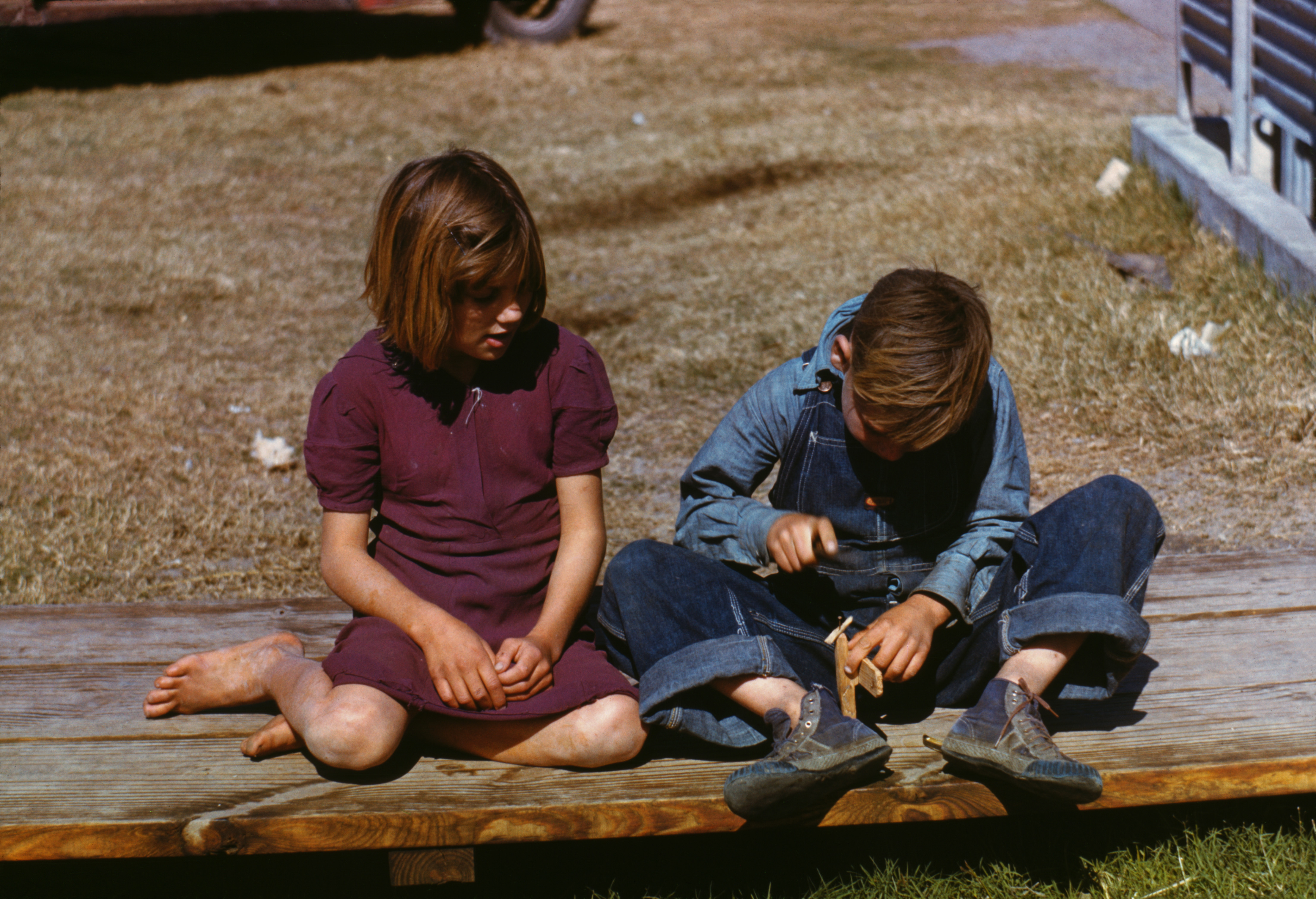
فتى يقوم ببناء نموذج طائرة، تكساس عام 1942 بعدسة آرثر روثستاين لصالح إدارة أمن المزارع الأمريكية

افعلها بنفسك هي طريقة بناء، تعديل أو إصلاح أشياء بدون مساعدة مباشرة من الخبراء والمحترفين.
الأبحاث الأكاديمية تصف DIY (افعلها بنفسك) كنشاط حيث يقوم الأفراد بجلب المواد الخام أو بعض المواد التي تم استخدامها من قبل أو أجزاء بعض المركبات للإنتاج أو تحويل أو حتى المساهمة في إنشاء الممتلكات المادية، بحيث يمكن تحفيز هذا السلوك من خلال عدة دوافع مختلفة والتي يمكن تصنيفها إلى: 
1. احتياجات السوق مثل: الفوائد الاقتصادية، النقص في بعض المنتجات، أو نقص جودة بعد المنتجات، أو للاحتياج لاستخدام بعض المواد
2. تعزيز المعرفة مثل: الحرف اليدوية، الرغبة في التمكين والتفرد أو السعي في المجتمع.

في عام 1912 ارتبط مصطلح «افعلها بنفسك» مع المستهلكين وعلى الأخص في مجال تحسين وصيانة المواد والأجهزة المنزلية، وفي الخمسينات أصبحت عبارة "DIY"(افعلها بنفسك) أكثر استخداما وشيوعا بين الناس ويرجع ذلك إلى اتجاه بعض الأشخاص إلى تحسين وتطوير منازلهم وذلك من خلال عدة صور مختلفة كإجراء بعض المشاريع الحرفية أو عمل بعض النشاطات الترفيهية أو الإبداعية أو بهدف توفير التكاليف. وبعد ذلك أصبحت عبارة «افعلها بنفسك» تستخدم في نطاق ومجالات أكبر وعلى مدى اوسع من المهارات، بحيث أصبحت مرتبطة بالفن والأعمال والحرف المختلفة، فهي تعد إتجاه بديل لثقافة الاستهلاك الحديثة التي تركز على تلبية احتياجات الفرد وأن تكون بصورة مرضية.
واصبح هذا الأختصار شائع الأستخدام في الجيش لكي يعلموا القائدين على تحمل المسئولية وتعزيز مهارة الاعتماد على النفس والتجهيز لمستقبلهم.
إن «افعلها بنفسك» مرتبطة بـ «كيف تعمل الاشياء» (how works) فالتعامل مع الشيء يتطلب فهم كيفية عمله. فهي لا تقتصر على المنتجات البسيطة بل تصل إلى صنع أو إصلاح أجهزة إلكترونية معقدة مبنية على دراسة مسبقة واطلاع واسع ويقوم بها في الغالب طلاب كليات الهندسة والمعاهد التقنية. فإن مشاريع طلبة الكليات التطبيقية هي إحدى أوجه ذلك لذا تهتم بها الدول المتقدمة باعتبارها حلقة هامة في التعليم والتطوير والإنتاج.

## التاريخ
في اواخر القرن السادس قبل الميلاد
عثر علماء الآثار الإيطالية على هيكل في جنوب إيطاليا والذي جاء معه تعليمات التجميع مفصلة ومنها عرف ببناء [ايكيا] القديم، وكان هيكل المبنى مثل معبد اكتشف في تور ساتريانو، بالقرب من جنوب مدينة بوتنزا، في بازيليكاتا، وهي منطقة حيث اختلط السكان المحليين مع الإغريق الذين استقروا على طول الساحل الجنوبي المعروف باسم اليونان العظمى وفي صقلية من القرن الثامن قبل الميلاد وما بعده
وقال البروفيسور كريستوفر سميث، مدير المدرسة البريطانية في روما ان هذا الاكتشاف هو المثال الأوضح حتى الآن على المباني الحرة الفاخرة
وتكمن حرية هذا المبنى في انه تم تجميع مكوناته بشكل سهل وحر.
ويوجد في هذا البناء بعض النقوش التي تشبه الكثير من كتيبات التعليمات والتي يتضح من خلالها انها ترجع إلى القرن السادس الذي تميز بمبانيه الفاخرة.

## تحسين المنزل
ان «افعلها بنفسك» تعتبر إعادة تقديم (بالنسبة لسكان المدن والضواحي) للانماط القديمة للمتعلقات الشخصية، واستخدام المهارات في المحافظة على صنع الملابس وصيانة السيارات واي مادة من حوانب المنازل.
وقال الفيلسوف الآن واتتس: «إن نظامنا التعليمي ككل ليس لديه شئ ليقدم لنا نوع من أنواع الاختصاصات المادية، بمعنى آخر نحن لا نتعلم كيف نطبخ، كيف نصنع الملابس، كيف نبني المنازل، أو كيف نحب، أو الاشياء الاساسية اللازمة للحياة، التعليم الذي نحصل عليه لأولادنا هو نوع من أنواع التجريد، يدربك لتصبح مندوب مبيعات التأمين أو بيروقراطي أو نوع من الطابع الدماغي».
وفي السبعينات انتشرت «افعلها بنفسك» في أمريكا الشمالية من خلال طلاب الجامعات والخريجين، انتشرت بطريقة تشمل تجديد المنازل القديمة المتهدمة بأسعار معقولة، وايضا لها علاقة بعديد من المشروعات التي تعبر عن رؤية السبعينات والستينات من الناحية الاجتماعية والبيئية.
حيث استطاع «ستيورات براند»، بالعمل مع اهله واصدقائه، ان يبدأ استخدام ابسط ادوات التخطيط للصفح، وساعده ذلك ف صدر أول طبعة من كتالوج "The whole earth" في اواخر الستينات.
الكتالوج الأول وما خلفه بعد ذلك، استخدم تعريف واسع المدى لمصطلح «أدوات» وتم تقسيمهم لأكثر من نوع: 
-ادوات اعلامية مثل: الكتاب والمجلات المتخصصة والدورات والفصول وما شابه ذلك
-عناصر مخصصة مصممة مثل: ادوات النجارين والبنائين وادوات الحدائق ومعدات اللحام والمناشير والألياف الزجاجية وهكذا، حتى اجهزة الحاسب الآلي التي كانت بدائية
والمصمم «بالدوين» عمل كمحرر لكي يشمل تلك العناصر وكتابة المراجع.
نشر هذين الكتالوجين ادى إلى بروز دافع لظهوؤ موجة كبيرة من التجريب وكسر الواقع وظهور اتجاه «افعلها بنفسك»
على مدى عقود ساهمت بعض المجلات مثل Mechanix ميكانكيكس وPopular Mechanics بوبيولار ميكانيكس
في الحفاظ على المهارات والتقنيات العملية المفيدة للقراء 
وفى السبعينات بدأ القراء في عمل كتب ومجلات منزلية خاصة بهم من خلال تجميع مقالات عديده من عده مجلات مختلفة
ومن هنا بدأ تطبيق هذه الفكرة على نطاق أوسع بحيث ظهرت مجموعه صان سيت بوك
والتي أستندت في الأساس إلى مقالات نشرت في وقت سابق من مجلتهم
في منتصف التسعينات ازدهر محتوى التحسين المنزلي بواسطة «افعلها بنفسك» بحيث امتد أثره إلى شبكات التواصل العالمية، بحيث بدأ مستخدمي هذه الشبكات في مشاركة تجاربهم الخاصة والمعلومات اللازمة فيما بينهم
ومن أمثله هذه المواقع HomeTips.com
وهي واحده من أول المواقع في هذا المجال التي تم إنشائها في بداية عام 1995 على يد بعض المؤلفين الذي لهم خبره عاليه 
وتطور هذا المجال إلى ان أصبح هناك الألاف من هذه المواقع 
في السبعينات، ادرك مدربو «افعلها بنفسك» امكانياتها واهميتها ولذلك لم يقتصر الشرح على مقالات فقط بينما أصبح الشرح عن طريق وسائل سمعية وبصرية
ومن هذه الطرق ظهور بعض المسلسلات والبرامج التليفزيونية التي تشجع مفهوم «افعلها بنفسك» 
ففي عام 1979 ظهر المسلسل التليفزيوني "The old house" حيث احدث ثورة في مفهوم «افعلها بنفسك» لدى المشاهدين وذلك بتثقيفهم حول كيفية تحسين ظروفهم المعيشية (وقيمة منزلهم) دون الدفع لشخص آخر للقيام بهذه الامور بأقل التكاليف. 
وتم إطلاق شبكات تليفزيونية في كندا والولايات المتحدة هدفها زيادة نسبة المهتمين بموضوع «افعلها بنفسك» وتم ذلك من خلال مناشدتهم لتحسين منازلهم وما إلى ذلك من نشاطات مثل الحياكة.

### لماذا قد نقوم بها
1. ارتفاع تكلفة المنتج الجاهز أو رسوم الخدمة.
2. عدم وجوده أو وجوده بالشكل غير المطلوب.
3. عدم إمكانية الحصول عليه في الوقت المناسب أو في المكان المناسب.
4. إمكانية إضافة لمستك الخاصة على المنتج.

### العديد من المميزات
1. أساس العديد من الصناعات اليدوية البسيطة.
2. أساس للقيام ببعض الأعمال التي نحتاجها يوميا.
3. تنمي المهارات التفكيرية والتصنيعية والإبداعية لدى الهندسيين.
4. مع بعض المعدات يمكنك البدء في مشروع صغير.
5. تعلم اشياء جديدة لم تفعلها من قبل بنفسك.

### وضعها في الوطن العربى
1. عدم وجود المادة العلمية التطبيقية التي تؤهل لخوض مثل هذه التجربة.
2. عدم وجود اهتمام أو تشجيع لها من الجامعات أو المعاهد أو المؤسسات.
3. قتل المواهب العلمية في الوطن العربي بطمسهم تعليميا أو تهجيرهم للخارج.
4. رخص سعر المنتجات البديلة المصنعة شرق آسيويا (الصين كوريا سنغافورة إندونيسيا) نتيجة دعم هذه الدول لصناعاتها.
5. عدم وجود متاجر متخصصة لبيع احتياجات هذه الصناعة اليدوية كما في الغرب.
6. ارتفاع أسعار بعض المواد الخام والمعدات التقنية المطلوبة للعملية الصناعية.

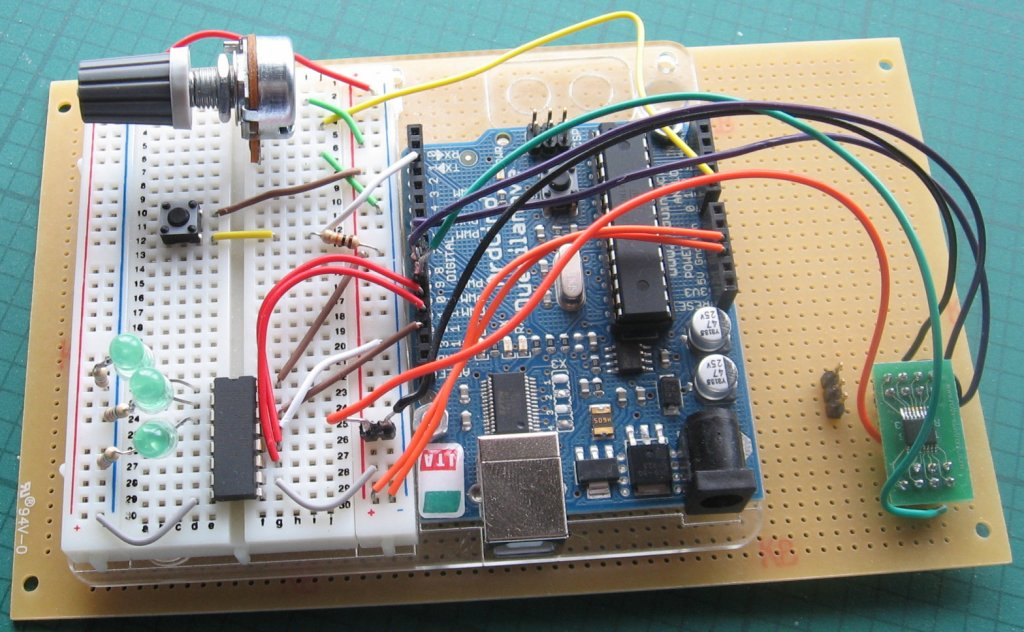
دارة الكترونية مصنوعة يدويا ملحقة بمتحكم قابل للبرمجة

### من اين تبدأ
إن افعلها بنفسك موجودة على الشبكة العالمية من خلال مواقع يكتبها مهتمين بهذا النوع من الأشغال يعرضون فيه أعمالهم وابتكاراتهم كمشاريع وكيفية تنفيذها فقط ابحث عن DIY أو MIY. وهناك مجلات مختصة بذلك مثل مجلة ميك.

### العتاد والبرامج
يمكن البدء بمنوذج جاهز وتطبيقات مجانية مثلا كمنصة أردوينو arduino 
والتي تسمح بعد توصيلها بالحاسب وإنزال البرنامج على الشريحة IC بتنفيذ العمل المطلوب

## روابط خارجية
- موقع أردينو
- موقع مجلة ميك العلمية